# Rhyothemis variegata
Rhyothemis variegata is een libellensoort uit de familie van de korenbouten (Libellulidae). De wetenschappelijke naam is gepubliceerd in 1763 door Linnaeus.
De soort staat op de Rode Lijst van de IUCN als niet bedreigd, beoordelingsjaar 2010.